# Elena Medel

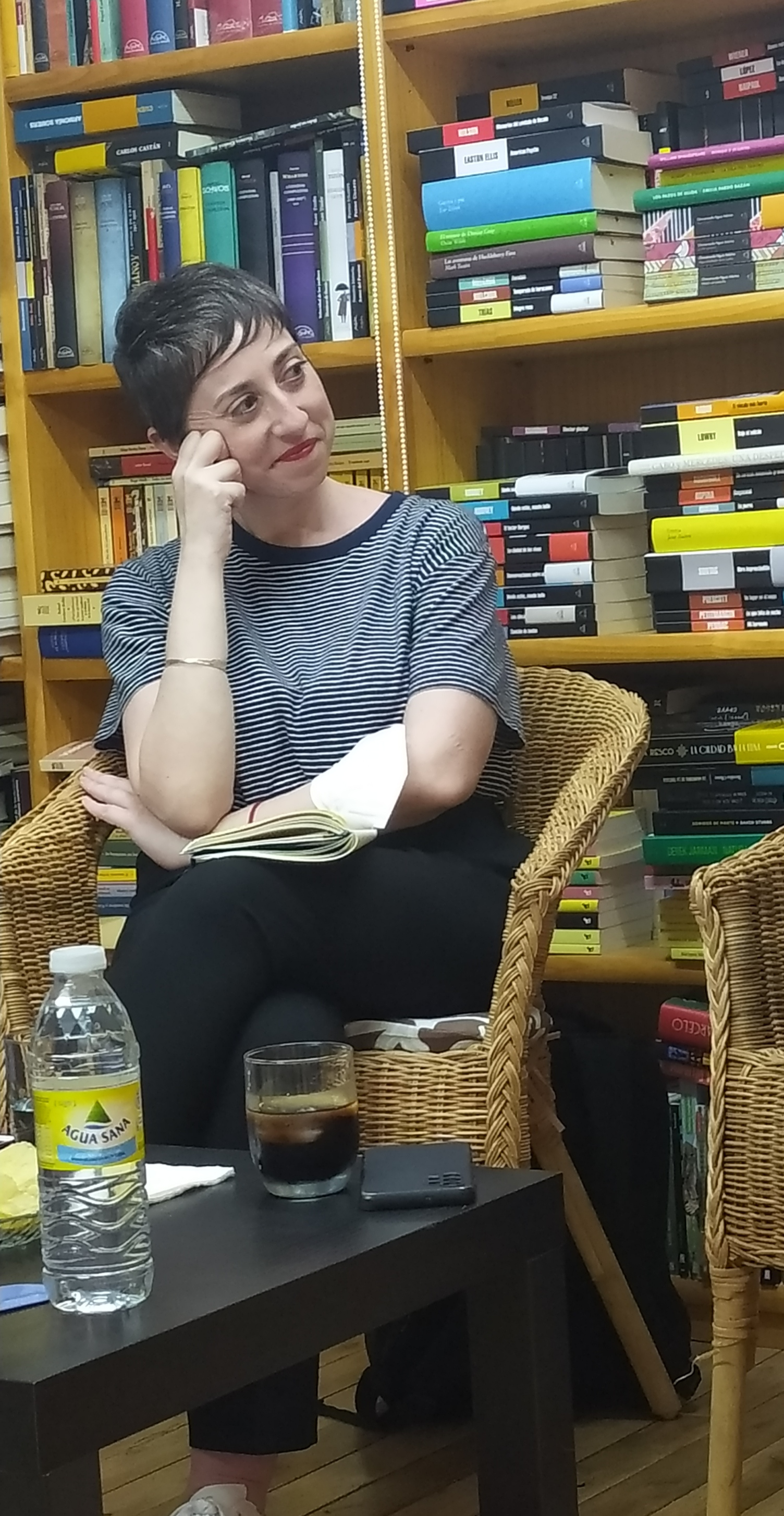
Elena Medel, 2022

Elena Medel (* 29. April 1985 in Córdoba) ist eine spanische Dichterin, Romanautorin, Literaturkritikerin und Verlegerin. Sie leitet den Lyrikverlag La Bella Varsovia. Im Jahr 2020 veröffentlichte sie ihren ersten Roman, Las Maravillas, der mit dem Premio Francisco Umbral als Buch des Jahres ausgezeichnet wurde. Nach Meinung der Kritiker von ABC Cultural zählt es zu den besten spanischen Bücher des Jahres 2020 und wurde bis jetzt in neun Sprachen übersetzt.

## Biografie
Elena Medel wurde in Córdoba geboren, wo sie an der Universität Spanische Philologie studierte. In ihren Interviews erklärt sie, dass sie bereits in jungen Jahren damit begann, sich für die Erzählkunst zu interessieren und die Annäherung an das Werk von Federico García Lorca habe sie im Alter von 11 Jahren dazu inspiriert, mit dem Schreiben von Gedichten zu beginnen.
Sie gewann den Andalucía Joven- Preis des andalusischen Jugendinstituts und im Jahre 2006 erhielt sie von der Stadt Madrid ein Stipendium für einen Studienaufenthalt in der Residencia de Estudiantes.
Sie veröffentlichte mehrere Gedichtsammlungen, darunter Mi primer bikini (DVD, 2002), ausgezeichnet mit dem Andalucía Joven-Preis ausgezeichnet, Tara (2006) und Chatterton (Visor, 2014), die im Jahre 2013 den Loewe Preis in der Kategorie Creación Joven gewann. Außerdem ist sie Autorin der kleinen Bändchen cuadernos de vacaciones und des Buches Un soplo en el corazón (2007). Zudem leitet sie den Lyrikverlag La Bella Varsovia.
Ihre Gedichte wurden ins Arabische, Armenische, Deutsche, Englische, Französische, Italienische, Polnische, Portugiesische, Rumänische, Slowakische, Slowenische, Spanische, Schwedische und Swahili übersetzt.
Ihr Werk findet in unzähligen Publikationen zur neueren Poesie Erwähnung und auch ihre Kurzgeschichten sind in mehreren Anthologien erschienen.
Im Jahr 2008 veröffentlichte sie Todo lo que hay que saber sobre poesía (spanisch für „Alles, was man über Poesie wissen muss“), ein Buch, in dem sie auf unterhaltsame und didaktische Weise die Poesie, einschließlich ihrer Geschichte den Lesern näherbringt.
Zwei Jahre später, im Jahre 2020 veröffentlicht sie Las Maravillas, ihren ersten Roman, in dem sie die Bedeutung des Geldes im Leben der Menschen, die Unsicherheit und trotz allem die Hoffnung thematisiert.

## Werke

### Lyrik
- Mi primer bikini. Premio Andalucía Joven 2001. (DVD. Barcelona 2002, ISBN 84-95007-65-7)
- Vacaciones. El Gaviero Ediciones, Almería 2004, ISBN 84-933751-1-X.
- Tara. DVD. Barcelona 2006, ISBN 84-96238-50-4.
- Chatterton. Visor, Madrid 2014, ISBN 978-84-9895-864-5.
- Un día negro en una casa de mentira (1998–2014). Visor, Madrid 2015, ISBN 978-84-9895-899-7.

### Romane
- Las maravillas (Anagrama, 2020).

### Essays
- El mundo mago. Cómo vivir con Antonio Machado. Ariel, Barcelona 2015, ISBN 978-84-344-2235-3.
- Todo lo que hay que saber sobre poesía. Ariel, Barcelona 2018.

### Beiträge zu Lyrikanthologien
- Ignacio Elguero (Hrsg.): Inéditos: once poetas. Huerga y Fierro, Madrid 2002, ISBN 84-8374-305-1.
- Ariadna G. García, Guillermo López Gallego, Álvaro Tato (Hrsg.): Veinticinco poetas españoles jóvenes. Hiperión, Madrid 2003, ISBN 84-7517-778-6.
- Luis Antonio de Villena (Hrsg.): La lógica de Orfeo. Visor, Madrid 2003, ISBN 84-7522-926-3.
- Javier Lostalé (Hrsg.): Edad presente: poesía cordobesa para el siglo XXI. Fundación José Manuel Lara, Sevilla 2003, ISBN 84-96152-09-X.
- Luzmaría Jiménez Faro (Hrsg.): Poetisas españolas. Torremozas, Madrid 2003, ISBN 84-7839-287-4.
- José María Balcells (Hrsg.): Ilimitada voz: antología de poetas 1940–2002. Universität Cádiz, 2003, ISBN 84-7786-800-X.
- Guillermo Ruiz Villagordo (Hrsg.): Andalucía poesía joven. Plurabelle, Córdoba 2004, ISBN 84-933871-0-X.
- Radio Varsovia. Muestra de poesía joven cordobesa. La Bella Varsovia, Córdoba 2004, ISBN 84-609-2361-4.
- Que la fuerza te acompañe. El Gaviero, Almería 2005, ISBN 84-934411-0-4.
- Tres tiempos, seis voces. Torremozas, Madrid 2006, ISBN 84-7839-360-9.
- Hilanderas. Amargord, Madrid 2006, ISBN 84-87302-24-6.
- Lara Moreno: Aquí y ahora. Igriega Movimiento Cultural, Sevilla 2008, ISBN 978-84-612-2486-9.
- Julio César Jiménez: Antología del beso, poesía última española. Mitad doble ediciones, 2009, ISBN 978-84-613-0665-7.
- Raúl Díaz Rosales, Julio César Jiménez: y para qué + POETAS. Herederos y precursores. Poesía andaluza≤ n. 1970. Eppur ediciones, Málaga 2010, ISBN 978-84-937100-5-7.
- Remedios Sánchez García, Anthony L. Geits: El canon abierto. Última poesía en español (1970–1985). Visor, Madrid 2015, ISBN 978-84-9895-908-6.

### Kurzgeschichten
- Matar en Barcelona. Alpha Decay, Barcelona 2009. (Sammlung von Kurzgeschichten von mehreren Autoren)
- Care Santos (Hrsg.): Bleak House Inn. Diez huéspedes en casa de Dickens. Fábulas de Albión, Madrid 2012. (Erzählungen von Pilar Adón, Elia Barceló, Oscar Esquivias, Marc Gual, César Mallorquí, Ismael Martínez Biurrun, Elena Medel, Francesc Miralles, Daniel Sánchez Pardos und Marian Womack)

### Märchen
- La pequeña princesa. Montena, 2019, ISBN 978-84-17460-57-0.

## Preise und Anerkennungen
- 2020: Premio Francisco Umbral für das Buch des Jahres 2020 für den Roman Las Maravillas.